# Мартін Бортен
Мартін Бортен (норв. Martin Borthen, 13 серпня 1878 — 25 березня 1964) — норвезький яхтсмен.
Олімпійський чемпіон 1920 року в класі 12 метрів (правила 1919 року).